# Philip Furia
Philip George Furia est un auteur américain et professeur de littérature anglaise né à Pittsburgh  le 15 novembre 1943 et mort le 3 avril 2019 à Wilmington, Caroline du Nord. Ces livres ont pour sujet les parolier de la Tin Pan Alley.

## Biographie
Né à Pittsburgh en Pennsylvanie, Furia grandi dans la banlieue de West Mifflin puis entre à l'Oberlin College dans l'Ohio avec une spécialisation en langue anglaise. Par la suite, il obtient un Master of Arts à l'université de Chicago.

## Publications
- Pound's Cantos Declassified (1984)
- The Poets of Tin Pan Alley: A History of America's Great Lyricists (1992)
- Ira Gershwin: The Art of the Lyricist (1996)
- Irving Berlin: A Life in Song (1997)
- Skylark: The Life and Times of Johnny Mercer (2004)
- America's Songs: The Stories Behind the Songs of Broadway, Hollywood, and Tin Pan Alley (2006)
- The Songs of Hollywood, avec Laurie J. Patterson (2010)
- The American Song Book: The Tin Pan Alley Era, avec Laurie J. Patterson (2015)